# ISO 3166-2:BE
ISO 3166-2:BE és el subconjunt per a Bèlgica de l'estàndard ISO 3166-2, publicat per l'Organització Internacional per Estandardització (ISO) que defineix els codis de les principals subdivisions administratives.
Actualment per a Bèlgica, l'estàndard ISO 3166-2, està format per dos nivells de subdivisions:
- 3 regions
- 10 províncies

Cada codi es compon de dues parts, separades per un guió. La primera part és BE, el codi ISO 3166-1 alfa-2 per a Bèlgica. La segona part són tres lletres. Per a les províncies, la primera lletra indica la regió en la qual pertany la província:
- V: Regió de Flandes (En neerlandès Vlaams Gewest)
- W: Regió de Valònia (En francès Région wallonne)

## Codis actuals
Els noms de les subdivisions estan llistades segons l'ISO 3166-2 publicat per la "ISO 3166 Maintenance Agency" (ISO 3166/MA).

### Regions

Regions i províncies belgues

| Codi   | Nom de la subdivisió (nl), (fr)                                          | Nom de la subdivisió (nl)         | Nom de la subdivisió (fr)     | Nom de la subdivisió (ca)    |
| ------ | ------------------------------------------------------------------------ | --------------------------------- | ----------------------------- | ---------------------------- |
| BE-BRU | Brussel·les Hoofdstedelijk Gewest (nl) Région de Bruxelles-Capitale (fr) | Brussel·les Hoofdstedelijk Gewest | Bruxelles-Capitale, Région de | Regió de Brussel·les-Capital |
| BE-VLG | Vlaams Gewest (nl)                                                       | Vlaams Gewest                     | Région Flamande               | Regió de Flandes             |
| BE-WAL | Région Wallonne (fr)                                                     | Waals Gewest                      | wallonne, Région              | Regió de Valònia             |

1. ↑  Nom en català no inclòs a l'estàndard ISO 3166-2.
2. ↑  Nom en francès no inclòs a l'estàndard ISO 3166-2.
3. ↑  Nom en neerlandès no inclòs a l'estàndard ISO 3166-2.

### Províncies
| Codi   | Nom de la subdivisió | Dins de la regió |
| ------ | -------------------- | ---------------- |
| BE-VAN | Antwerpen (nl)       | VLG              |
| BE-WBR | Brabant wallon (fr)  | WAL              |
| BE-WHT | Hainaut (fr)         | WAL              |
| BE-WLG | Liège (fr)           | WAL              |
| BE-VLI | Limburg (nl)         | VLG              |
| BE-WLX | Luxemburg (fr)       | WAL              |
| BE-WNA | Namur (fr)           | WAL              |
| BE-VOV | Oost-Vlaanderen (nl) | VLG              |
| BE-VBR | Vlaams-Brabant (nl)  | VLG              |
| BE-VWV | West-Vlaanderen (nl) | VLG              |